# Pierre Timaitre
 (février 2024).
La mise en forme du texte ne suit pas les recommandations de Wikipédia : il faut le « wikifier ».
Les points d'amélioration suivants sont les cas les plus fréquents :
- Les titres sont pré-formatés par le logiciel. Ils ne sont ni en capitales, ni en gras.
- Le texte ne doit pas être écrit en capitales (les noms de famille non plus), ni en gras, ni en italique, ni en « petit »…
- Le gras n'est utilisé que pour surligner le titre de l'article dans l'introduction, une seule fois.
- L'italique est rarement utilisé : mots en langue étrangère, titres d'œuvres, noms de bateaux, etc.
- Les citations ne sont pas en italique mais en corps de texte normal. Elles sont entourées par des guillemets français : « et ».
- Les listes à puces sont à éviter, des paragraphes rédigés étant largement préférés. Les tableaux sont à réserver à la présentation de données structurées (résultats, etc.).
- Les appels de note de bas de page (petits chiffres en exposant, introduits par l'outil «  Source ») sont à placer entre la fin de phrase et le point final[comme ça].
- Les liens internes (vers d'autres articles de Wikipédia) sont à choisir avec parcimonie. Créez des liens vers des articles approfondissant le sujet. Les termes génériques sans rapport avec le sujet sont à éviter, ainsi que les répétitions de liens vers un même terme.
- Les liens externes sont à placer uniquement dans une section « Liens externes », à la fin de l'article. Ces liens sont à choisir avec parcimonie suivant les règles définies. Si un lien sert de source à l'article, son insertion dans le texte est à faire par les notes de bas de page.
- La présentation des références doit suivre les conventions bibliographiques. Il est recommandé d'utiliser les modèles {{Ouvrage}}, {{Chapitre}}, {{Article}}, {{Lien web}} et/ou {{Bibliographie}}. Le mode d'édition visuel peut mettre en forme automatiquement les références.
- Insérer une infobox (cadre d'informations à droite) n'est pas obligatoire pour parachever la mise en page.

Pour une aide détaillée, merci de consulter Aide:Wikification.
Si vous pensez que ces points ont été résolus, vous pouvez retirer ce bandeau et améliorer la mise en forme d'un autre article.
Pierre Timaitre est un acteur et guitariste français né le 5 avril 1985 à Saint-Cloud. Il est bilingue anglais/français, la majeure partie de sa famille maternelle, d'origine haïtienne, résidant aux États-Unis. Il est également traducteur/sous-titreur audiovisuel anglais-français,.

## Biographie

### Enfance et formation
Il étudie le théâtre au Lycée Descartes à Antony, puis au conservatoire municipal de cette même ville avec Christian Gonon (sociétaire de la Comédie-Française) et Brigitte Damiens. Il poursuit ensuite sa formation aux Ateliers du Sudden et ensuite au Studio-théâtre d'Asnièresde 2008 à 2010.
Son professeur de guitare n'est autre que le virtuose, Xavier Paladian (Snake Eyes, Showtime). Devenu de proches amis, il aura l'occasion de se produire sur scène avec le groupe de reprises de ce dernier, Sweat & Tears, au Temple Rock Tavern à Paris,.

### Carrière

#### Interprète de théâtre
Au théâtre, il a notamment travaillé avec Cyril Teste sur La Mouette d'Anton Tchekhov et Festen de Thomas Vinterberg (rôle en anglais)  ,.
Il est actuellement en tournée sur la nouvelle mise en scène de Cyril Teste intitulée Sur L'autre Rive,,,.

#### Interprète de cinéma
Il a joué dans plusieurs longs métrages, courts-métrages, séries et clips.

#### Guitariste - Auteur - Compositeur - Interprète
De 2016 à 2018, il a été guitariste, co-compositeur et interprète sur plusieurs morceaux du musicien Sydney Valette. Plusieurs de ces titres, dont le morceau "Prêt à Mourir " (qui comptabilise à ce jour plus de 880.000 streams sur la plate forme Spotify ) figurent sur les albums Other Side & Fight Back. Ils auront l'occasion de se produire sur scène lors de plusieurs concerts dans différentes salles parisiennes. (Divan du Monde, Point Éphémère, Balle au Bond...),

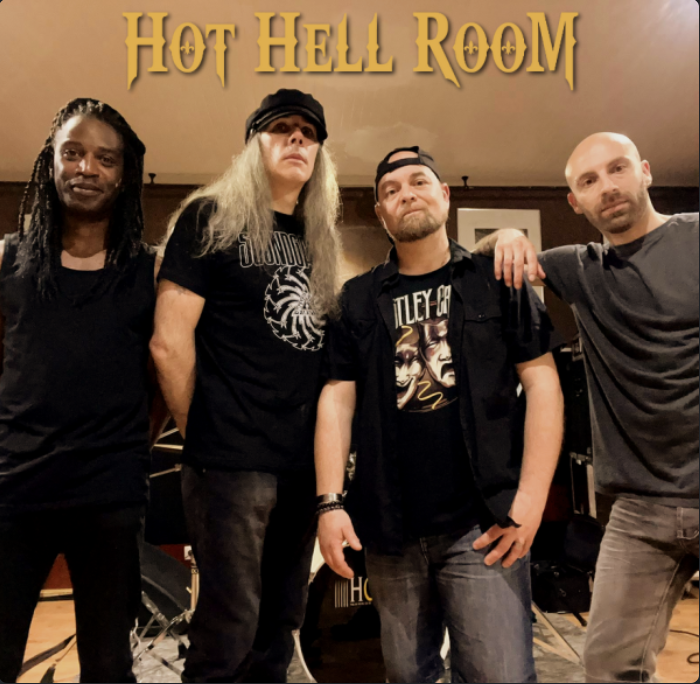
Hot Hell Room 2025 (Hocco Studios)

En décembre 2023, il rejoint officiellement le groupe de métal et de hard rock "Hot Hell Room",, en tant que lead guitariste,. 
Le groupe a finalisé l'enregistrement de leur prochain album au Hayana Studio à Ivry-Sur-Seine. L'album est en cours de mixage par le producteur Andrew Guillotin et sera ensuite masterisé par Maor Appelbaum (récompensé par un disque de platine et un disque d'or, nommé aux Grammy Awards et lauréat d'un Juno Award), connu pour ses collaborations avec des nombreux groupes et artistes internationaux (Limp Bizkit, Yngwie Malmsteen, Faith No More, Eric Gales, Dream Theater, David Ellefson, Rob Halford...) à Los Angeles, USA,,,.  
Il a également une chaine YouTube notamment dédiée à des reprises de standards du Hard Rock et du Heavy Metal qui comptabilise à ce jour plus de 330.000 vues et plus de 6.000 abonnés.

## Filmographie

### Longs métrages
- 2024: The City Of d'Andrès Brisson. (Long Métrage Indépendant)
- 2024: Sur l'autre rive de Cyril Teste. (Arte TV, Les Films du Poisson)  [23]
- 2017: Kids with Guns d'Anthony James Faure. (Paris Arts & Movie Awards 2018, International Independent Film Awards 2018, Hollywood International Moving Pictures FilmFestival 2018, European Cinematography Awards 2018)[24],[25]
- 2012: Jeux dangereux de Boseny Antoine[26].

### Courts métrages
- 2018: Du jazz dans le ravin de Claire Allanic (Festival du court métrage de Clermont-Ferrand, Festival européen du film court de Nice.)[27],[28]
- 2016: La Panne (The Breakdown) d'Anthony James Faure (Los Angeles CineFest, Miami Independent Film Festival, Rockport Film Festival, Festival du court métrage de Clermont-Ferrand)[29],[30]
- 2014: La Liberté gamin de Sylvain Biard et T. Creveuil (Festival du court métrage de Clermont-Ferrand, Paris International Fantastic Film Festival) [31]
- 2013: Merci beaucoup Bradley Cooper d'Anne Christine Caro.
- 2013: Voyez ce que nous sommes beaux de Sabyl Ghoussoub[32].
- 2012: Petits films entre "amis" de Quentin Pegna & Tamara Sredojevic. (Festival du court métrage de Clermont-Ferrand) [33]
- 2011: Unica d'Anthony LaPia (Festival du court métrage de Clermont-Ferrand) [34]
- 2010: Baby Time de Cédric PetitCollin (Prix du Public, Concours Parallel Lines-Tell it Your Way 2010, organisé par Philipps & Ridley Scott Associates)

### Télévision, Web Série, Série TV, Clips.
- 2023: Prisoner  d'Ingrid Franchi, Diffusion sur Amazon Prime US (International Independent Film Awards 2021, Chain NYC Film Festival 2021, New York International Film Awards 2021, London Web Fest 2021),[35],[36],[37]
- 2023: La Rengaine de Daniel Jea, réalisé par Gregory Marza (Playlist Rolling Stone France Juin 2023)[38]
- 2020: Les Bonnes Nouvelles  de Camille Plagnet et Jeanne Delafosse[39].
- 2020:  F**ckbrands de Guizmo réalisé par Quentin Garabedian et Julien Martorell[40].
- 2015:  L'Amour à 200m de Thierry Bouteiller pour France 2.
- 2011: Boxer Boxer de Vincent Steinebach et Xavier Bazoge[41].

## Théâtre
- 2024-2025: Sur l'autre rive mis en scène par Cyril Teste. (Théâtre du rond point, Théâtre Nanterre-Amandiers, Centre culturel de Bonlieu, tournée en France.)
- 2020-2022: La Mouette d'Anton Tchekhov mis en scène par Cyril Teste. (Théâtre Nanterre-Amandiers, MC93 Bobigny, tournée en France et à l'étranger)[42],[43],[44],[45],[46].
- 2017-2019: Festen de Thomas Vinterberg mis en scène par Cyril Teste. Rôle en Anglais. (Théâtre de L'Odeon-Berthier, Centre culturel de Bonlieu, tournée en France et à l'étranger, nomination Molières 2018 )[47],[48],[49],[50],[51],[52].
- 2014: Bamako-Paris de Ian Soliane mis en scène par Cécile Cotté. (Théâtre du rond point)[53].
- 2011: Les Trois Sœurs d'Anton Tchekhov mis en scène par Mathieu Alexandre. (Savigny-sur-Orge)
- 2010: Les Extravagants de l’entre deux guerres mis en scène par. Jean Louis Martin-Barbaz. (Studio-théâtre d'Asnières).
- 2010: Dégénération mis en scène par Yveline Hamon. (Studio-théâtre d'Asnières).
- 2006-2008: Le Songe d'une nuit d'été mis en scène par Raymond Acquaviva.
- 2005-2006: Le Bourgeois gentilhomme mis en scène par Raymond Acquaviva.
- 2004: Polaroid mis en scène par Denise Namura & Michel Bughdan. (Théâtre Nanterre-Amandiers)
- 2003: Roméo et Juliette mis en scène par Christian Gonon. (Conservatoire Darius Milhaud, Antony)

### Discographie
- Hot Hell Room (Album en cours de mixage)
- Frozen Arch - Divine Justice (Co-Compositeur, Guitare Solo)
- Sydney Valette - Other side (Co-Compositeur, Guitare,YUK-FU Records)[54]
- Sydney Valette - Fight Back (Co-Compositeur, Guitare,YUK-FU Records)[55]

## Autre
Il a été "set assistant" sur les défilés Hermès: Collection Prêt-à-porter Homme Printemps-été 2021 & Collection Prêt à porter Homme Automne-Hiver 2021, réalisés en direct par Cyril Teste et le Collectif MxM.